# 马萨克
马萨克（法語：Massac，法語發音：[masak] ⓘ）是法国滨海夏朗德省的一个市镇，位于该省东部，属于圣让当热利区。

## 地理
马萨克（45°51'59"N, 0°13'18"W）面积9.15 平方千米，位于法国新阿基坦大区滨海夏朗德省，该省份为法国西部滨海省份，北起旺代省，西临大西洋，南至吉倫特省，东南接多爾多涅省，东北接德塞夫勒省接壤，东临夏朗德省。
与马萨克接壤的市镇（或旧市镇、城区）包括：博韦叙马塔、古尔维莱特、安普、谢克。

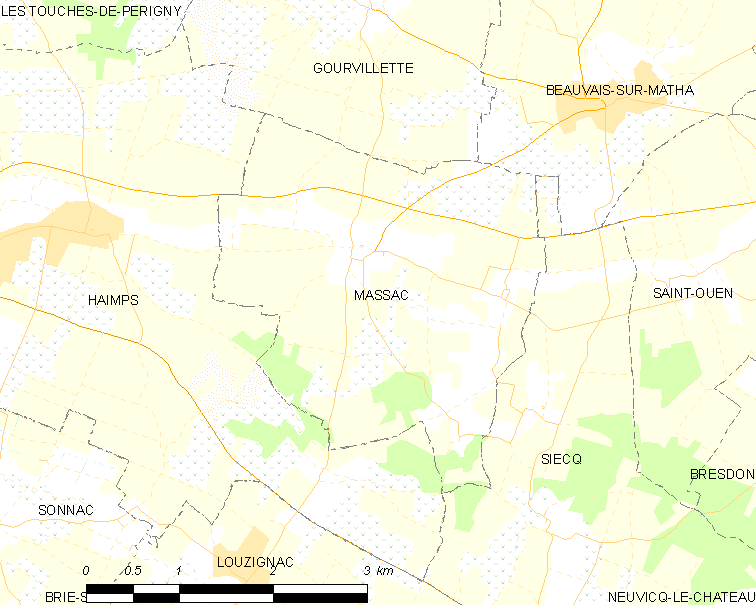
马萨克的OSM定位图

马萨克的时区为UTC+01:00、UTC+02:00（夏令时）。

## 行政
马萨克的邮政编码为17490，INSEE市镇编码为17223。

## 政治
马萨克所属的省级选区为马塔县。

## 人口

1962-2008年间马萨克人口变化图示

马萨克于2022年1月1日时的人口数量为183人。